# Cryphia viridis
Cryphia viridis är en fjärilsart som beskrevs av Tutt 1891. Cryphia viridis ingår i släktet Cryphia och familjen nattflyn. Inga underarter finns listade i Catalogue of Life.